# Euphorbia platyphyllos
Euphorbia platyphyllos L. es una especie fanerógama perteneciente a la familia de las euforbiáceas. Se distribuye por Macaronesia y la región mediterránea hasta el Cáucaso.

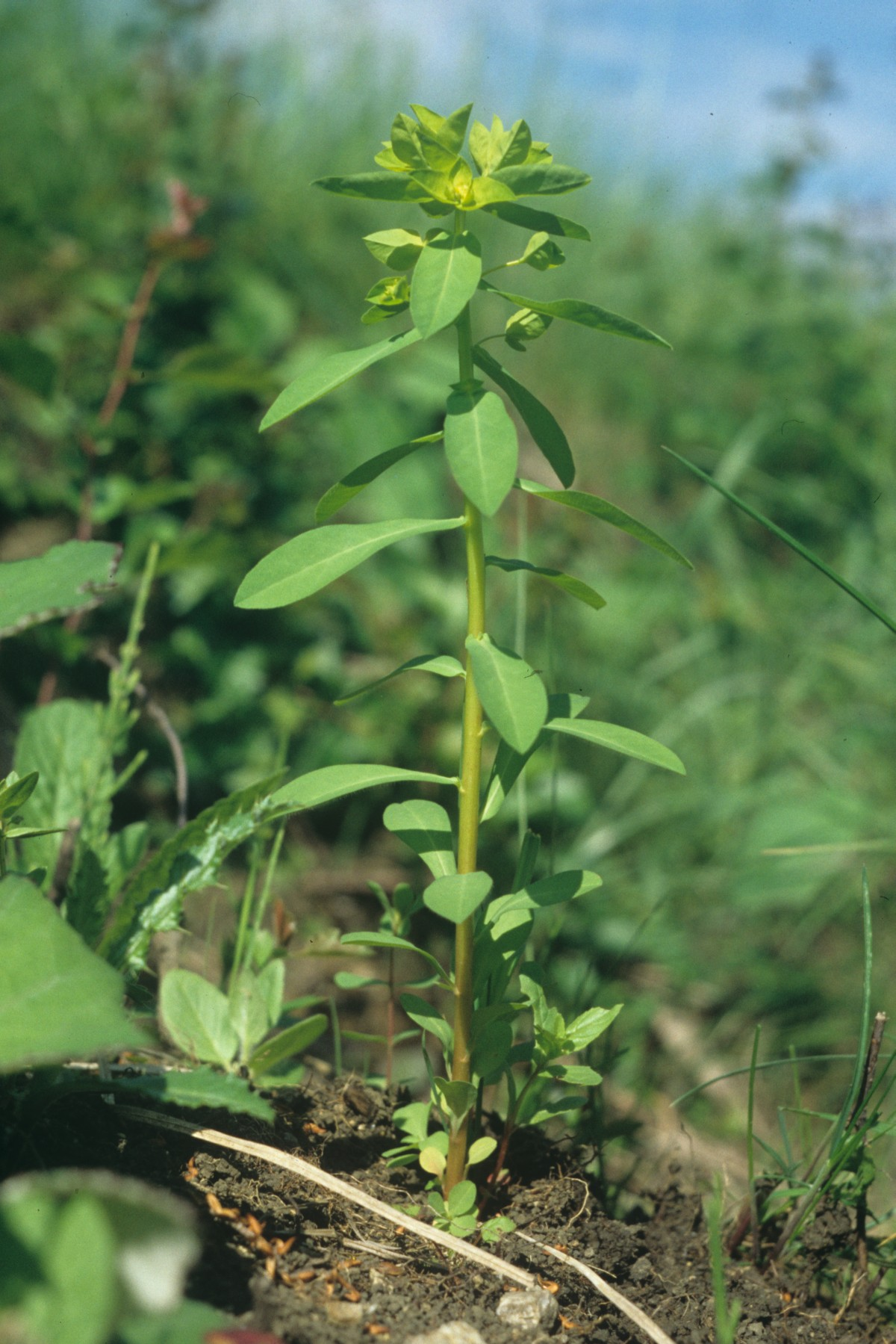
Vista de la planta

## Descripción
Es una planta anual con tallos erectos que alcanzan un tamaño de hasta 80 cm de altura. Hojas de 20-50 x 6-10 mm, oblongo-lanceoladas o bien obovadas, patentes o reflejas, sésiles, finamente denticuladas –sobre todo en los 2/3 superiores–, glabras por el haz y con pelosa  por el envés y el margen.  Ciatio de 1,5 mm, peloso. Fruto 2,5-3 x 2,5-3 mm, esférico o subesférico. Semillas de 2-2,2 x 1,5-1,7 mm, ovoideas, algo comprimidas, brillantes, de un color pardo grisáceo; carúncula de 0,25 x 0,5 mm, reniforme, lateral. Tiene un número de cromosomas de 2n = 28, 30, 36*.

## Distribución y hábitat
Se encuentra en herbazales de cunetas húmedas, márgenes de cultivos, ramblas pedregosas; a una altitud de 0-700(1000) metros. Ampliamente difundida por Europa, más rara en el Norte de África (Argelia). Introducida en Norteamérica, Sudamérica, Sudáfrica y Oceanía.

## Taxonomía
Euphorbia platyphyllos fue descrita por Carlos Linneo y publicado en Species Plantarum 1: 460–461. 1753.
Etimología
Euphorbia: nombre genérico que deriva del médico griego del rey Juba II de Mauritania (52 a 50 a. C. - 23), Euphorbus, en su honor – o en alusión a su gran vientre –  ya que usaba médicamente Euphorbia resinifera. En 1753 Carlos Linneo asignó el nombre a todo el género.
platyphyllos: epíteto latino que significa "con hojas anchas".
Sinonimia
- Euphorbia coderiana DC. in Lam. & DC.[5]
- Tithymalus platyphyllos (L.) Hill (1768).
- Galarhoeus platyphyllus (L.) Haw. (1812).
- Tithymalus platyphylos (L.) Raf. (1838).[6][7]

## Nombre común
- Castellano: lechetrezna con hojas anchas, tetímalo.[8]